# Barkedal
Barkedal ligger i Lysekils kommun nära Sämstad. 
Här finns det många sommarstugor. Det de flesta gör i Barkedal på sommaren är att bada på Barkedals badplats vid Gullmarn. Men här finns också seglarskola och fotbollsplan. Här görs varje år ett stort midsommarfirande.